# Coelotanypus delpontei
Coelotanypus delpontei är en tvåvingeart som beskrevs av Edwards 1931. Coelotanypus delpontei ingår i släktet Coelotanypus och familjen fjädermyggor. Inga underarter finns listade i Catalogue of Life.